# Copicucullia cucullioides
Copicucullia cucullioides är en fjärilsart som beskrevs av Barnes och Benjamin 1923. Copicucullia cucullioides ingår i släktet Copicucullia och familjen nattflyn. Inga underarter finns listade i Catalogue of Life.